# 오오타 야스스케
1958년생. 포토그래퍼 어시스턴트를 거쳐 편집 프로덕션에 카메라맨으로 입사했다. 1991년부터 프리랜서 카메라맨으로 활동했다. 1980~1990년대에는 마케라맨으로 아프가니스탄, 캄보디아, 유고슬라비아 등의 분쟁 지역을 다니며 촬영했다. 북한, 중국 중남해지구, 대만 원자력 발전소 등을 잠입 취재했다. 일본사진가협회(JPS)회원이다. 
2011년 동일본대지진 이후에는 피난령이 내려져 출입이 금지된 후쿠시마 제1원자력발전소로부터 20킬로미터 이내의 지역인 경계 구역에서 동물들을 돌보는 자원봉사활동을 하면서 그 모습을 촬영하고 있다. 그 기록은 《후쿠시마에 남겨진 동물들》, 《아직도 기다리고 있는 동물들》에 담겨있다. 
유명하게 된 계기가 된 것은 아마 2011년 후쿠시마 원전폭발 사태때 후쿠시마 제한 출입 구역에 들어가 동물 보호 활동을 하며 사진을 찍었고 그 사진을 블로그에 올리고 《후쿠시마에 남겨진 동물들》라는 책을 펴내게 되면서 큰 유명세를 얻었다.